# Teen Choice Awards
I Teen Choice Awards sono stati una premiazione televisiva, ideata ed organizzata dall'estate del 1999 al 2019, trasmessa negli Stati Uniti dal canale Fox e in Canada da Global TV.
I Teen Choice Awards premiano il meglio dell'anno nel mondo della musica, in particolare nel genere teen pop, i quali possono esprimere le proprie preferenze online sul sito ufficiale. Durante la serata venivano assegnati premi per la musica, i film e la televisione suddivisi in diverse categorie, basate solitamente sulla popolarità. Gli adolescenti (i teenager in inglese), da cui il nome, sono gli unici che potevano votare e contribuire alla vittoria delle proprie preferenze. Il trofeo del Teen Choice Award era la riproduzione a grandezza naturale di una tavola da surf, talvolta ideata per l'occasione.
I produttori esecutivi dello show sono stati Bob Bain e Michael Burg, il produttore era Paul Flattery e il produttore supervisore era Greg Sills.
Dal 1999 al 2005, i Teen Choice Awards venivano registrati qualche settimana prima della messa in onda. Dal 2006, venivano trasmessi in diretta nel mese di agosto.

## Cerimonie
| Anno | Data           | Conduttori                                                                | Performers |
| ---- | -------------- | ------------------------------------------------------------------------- | --- |
| 1999 | 1º agosto 1999 | - Nessuno (ma Britney Spears ha introdotto lo show)                       | - Britney Spears - NSYNC - Gloria Estefan - blink-182 - Christina Aguilera                                                                          |
| 2000 | 6 agosto 2000  | - Nessuno (ma Freddie Prinze, Jr. ha introdotto lo show)                  | - 98 Degrees - BBMak - No Doubt - Enrique Iglesias                                                                                                  |
| 2001 | 12 agosto 2001 | - Nessuno (ma David Spade ha introdotto lo show)                          | - Moulin Huge - Shaggy - Aaron Carter - Nick Carter - Usher - Eve - Gwen Stefani                                                                    |
| 2002 | 4 agosto 2002  | - Nessuno (ma Britney Spears e Verne Troyer hanno introdotto lo show)     | - Nelly - Jennifer Love Hewitt - BBMak - Ashanti |
| 2003 | 2 agosto 2003  | - David Spade                                                             | - Kelly Clarkson - Evanescence - The Donnas |
| 2004 | 8 agosto 2004  | - Paris Hilton - Nicole Richie                                            | - Blink-182 - Ashlee Simpson - JoJo - Lenny Kravitz                                                                                                 |
| 2005 | 14 agosto 2005 | - Hilary Duff - Rob Schneider                                             | - Gwen Stefani - Black Eyed Peas - Pussycat Dolls - Simple Plan                                                                                     |
| 2006 | 20 agosto 2006 | - Dane Cook - Jessica Simpson                                             | - Kevin Federline - Nelly Furtado - Timbaland - Rihanna                                                                                             |
| 2007 | 26 agosto 2007 | - Hilary Duff - Nick Cannon                                               | - Kelly Clarkson - Avril Lavigne - Fergie - Shop Boyz                                                                                               |
| 2008 | 4 agosto 2008  | - Miley Cyrus                                                             | - Miley Cyrus - Mariah Carey - AC/DC - M&M Cru |
| 2009 | 9 agosto 2009  | - Jonas Brothers                                                          | - Jonas Brothers - Sean Kingston - Miley Cyrus - Black Eyed Peas                                                                                    |
| 2010 | 8 agosto 2010  | - Katy Perry - Cory Monteith - Mark Salling - Chris Colfer - Kevin McHale | - Jason Derulo - Travie McCoy - Bruno Mars - Katy Perry - Justin Bieber - Diddy – Dirty Money                                                       |
| 2011 | 7 agosto 2011  | - Kaley Cuoco                                                             | - Jason Derulo - will.i.am - Selena Gomez and the Scene - OneRepublic                                                                               |
| 2012 | 22 luglio 2012 | - Demi Lovato - Kevin McHale                                              | - No Doubt - Flo Rida - Pauly D - Carly Rae Jepsen - Justin Bieber                                                                                  |
| 2013 | 11 agosto 2013 | - Darren Criss - Lucy Hale                                                | - One Direction - Paramore - Demi Lovato |
| 2014 | 10 agosto 2014 | - Tyler Posey - Sarah Hyland                                              | - Jason Derulo - Magic! - Rixton - Demi Lovato - Cher Lloyd - Becky G                                                                               |
| 2015 | 16 agosto 2015 | - Cara Delevingne - Gina Rodriguez - Josh Peck - Ludacris - Fifth Harmony | - Little Mix - R5 - 5 Seconds of Summer - Jussie Smollett & Bryshere Y. Gray                                                                        |
| 2016 | 31 luglio 2016 | - Victoria Justice - John Cena                                            | - Flo Rida - Bebe Rexha - Charlie Puth - Serayah - Ne-Yo - Jason Derulo                                                                             |
| 2017 | 13 agosto 2017 | - Nessuno (ma Jake Paul ha introdotto lo show)                            | - Louis Tomlinson - Bebe Rexha - Clean Bandit - Zara Larsson - Rita Ora - Kyle - Lil Yachty - French Montana - Swae Lee - Rae Sremmurd - Gucci Mane |
| 2018 | 12 agosto 2018 | - Nick Cannon - Lele Pons                                                 | - Meghan Trainor - Lauv - Foster the People - Bebe Rexha - Evve McKinney - Khalid                                                                   |
| 2019 | 11 agosto 2019 | - Lucy Hale - David Dobrik                                                | - OneRepublic - Blanco Brown - Mabel - Jordan McGraw - Sarah Hyland - CNCO - Monsta X - Zhavia Ward                                                 |

## Votazioni
Le votazioni ufficiali sono state controllate dal 1999 al 2002 al giornale Seventeen. Dal 2003 al 2006 se ne è invece occupata la rivista People. Sebbene le votazioni siano state controllate da due riviste, è possibile votare anche online al sito ufficiale del premio. Nel 2007 le votazioni sono state affidate a Verizon Wireless.

## Premi

### Cinema
- Teen Choice Award for Choice Movie – Action, dal 2003, miglior film d'azione
- Teen Choice Award for Choice Movie – Drama, dal 1999, miglior film drammatico
- Teen Choice Award for Choice Movie – Comedy, dal 1999, miglior film commedia

## Record
- Gli One Direction hanno vinto 31 premi, sono gli artisti che hanno vinto più premi in una sola edizione e inoltre hanno vinto 19 premi su 19 candidature.
- Taylor Swift ha vinto 26 premi.
- Justin Timberlake ha vinto 22 premi: 12 con gli 'N Sync e 10 da solista.
- Justin Bieber ha vinto 20 premi e ha vinto il premio "Male Artist" per 4 edizioni di fila (dal 2010 al 2013), per poi non ricevere alcuna candidatura nel 2014 e nel 2015. Nel 2016 riceve la candidatura e vince il premio in questione.
- Ashton Kutcher ha vinto 15 premi.
- Jennifer Aniston ha vinto 11 premi, di cui 4 con Friends
- Sandra Bullock ha vinto 9 premi ed è inoltre l'attrice con più candidature in assoluto (21)
- Ian Harding, Ezra in Pretty Little Liars, è stato candidato come "TV Actor Drama" per 5 edizioni di fila (dal 2012 al 2016) e ha sempre vinto il premio in questione.

### Conduzione
- Hilary Duff è la prima donna ad aver presentato due volte i Teen Choice Awards (nel 2005 e nel 2007).
- Miley Cyrus è la più giovane presentatrice nella storia dei Teen Choice Awards, avendo solo 15 anni quando l'ha presentato.
- Britney Spears fu la prima presentatrice dei Teen Choice Awards e ha vinto un grande numero di premi.